# Fontaines du Théâtre-Français
Les deux fontaines du Théâtre-Français sont érigées dans le quartier du Palais-Royal du 1er arrondissement de Paris, sur la place André-Malraux. Elles embellissent l’élégant carrefour entre l'avenue de l'Opéra et la rue de Rivoli. Le quartier du Palais-Royal est un haut lieu du tourisme et du commerce, mais aussi de la culture avec la proximité du musée du Louvre, de la Comédie-Française et de l'opéra Garnier.

## Historique

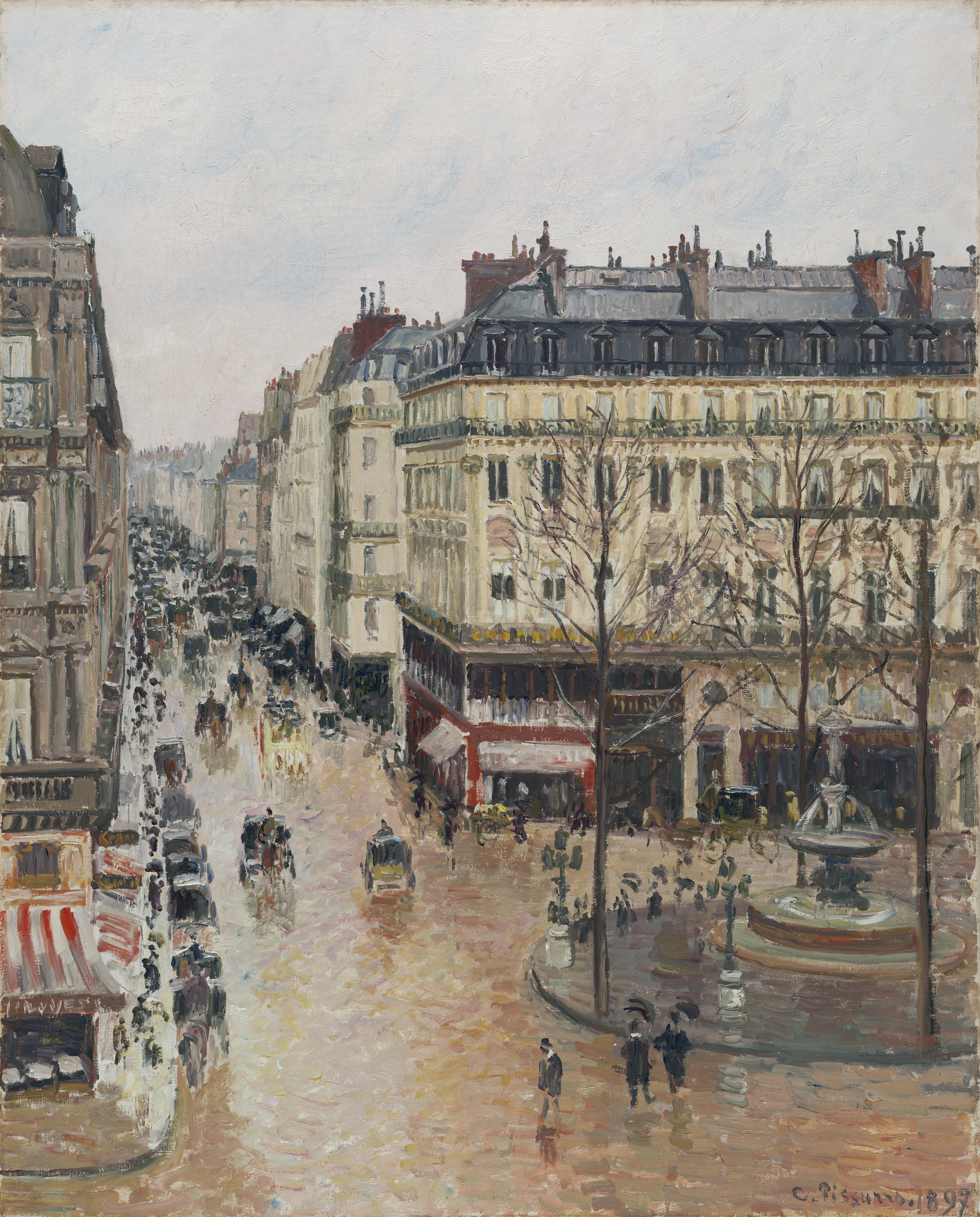
Fontaine Nymphe marine dans la peinture de Camille Pissarro : Rue Saint-Honoré, après-midi, effet de pluie.

Les fontaines du Théâtre-Français font partie des multiples ouvrages de la fin du XIXe siècle, dans la période des grands travaux d'urbanisme parisien sous l'égide du baron Haussmann. Elles ont été réalisées sous la direction de l'architecte Gabriel Davioud, entre 1872 et 1874.

## Description
Chacune des fontaines se compose de deux bassins circulaires en pierre surmontés d'une haute colonne qui porte la statue d'une nymphe en bronze. Le socle qui supporte la vasque supérieure est orné de quatre figures, en bronze, d'enfants assis.
La première fontaine, située à la sortie de la rue de Richelieu, en face de la Comédie-Française, est ornée de la Nymphe fluviale ailée tenant un roseau, œuvre de Mathurin Moreau. Les quatre figures d'enfants du socle de la vasque sont dues à Charles Gauthier. 
La seconde fontaine, placée à l'entrée de la rue du Faubourg-Saint-Honoré est couronnée par la Nymphe marine tenant une rame, réalisée par Albert-Ernest Carrier-Belleuse, l'auteur des monumentales statues-torchères de l'escalier d'honneur du palais Garnier. Les quatre figures d'enfants assis du socle inférieur de la vasque sont l'œuvre de Louis-Adolphe Eude. 
Camille Pissarro a réalisé plusieurs peintures de la place et des rues adjacentes, dont une avec les deux fontaines, et deux où figure la nymphe marine : sous la pluie et sous le soleil. 

## Galerie

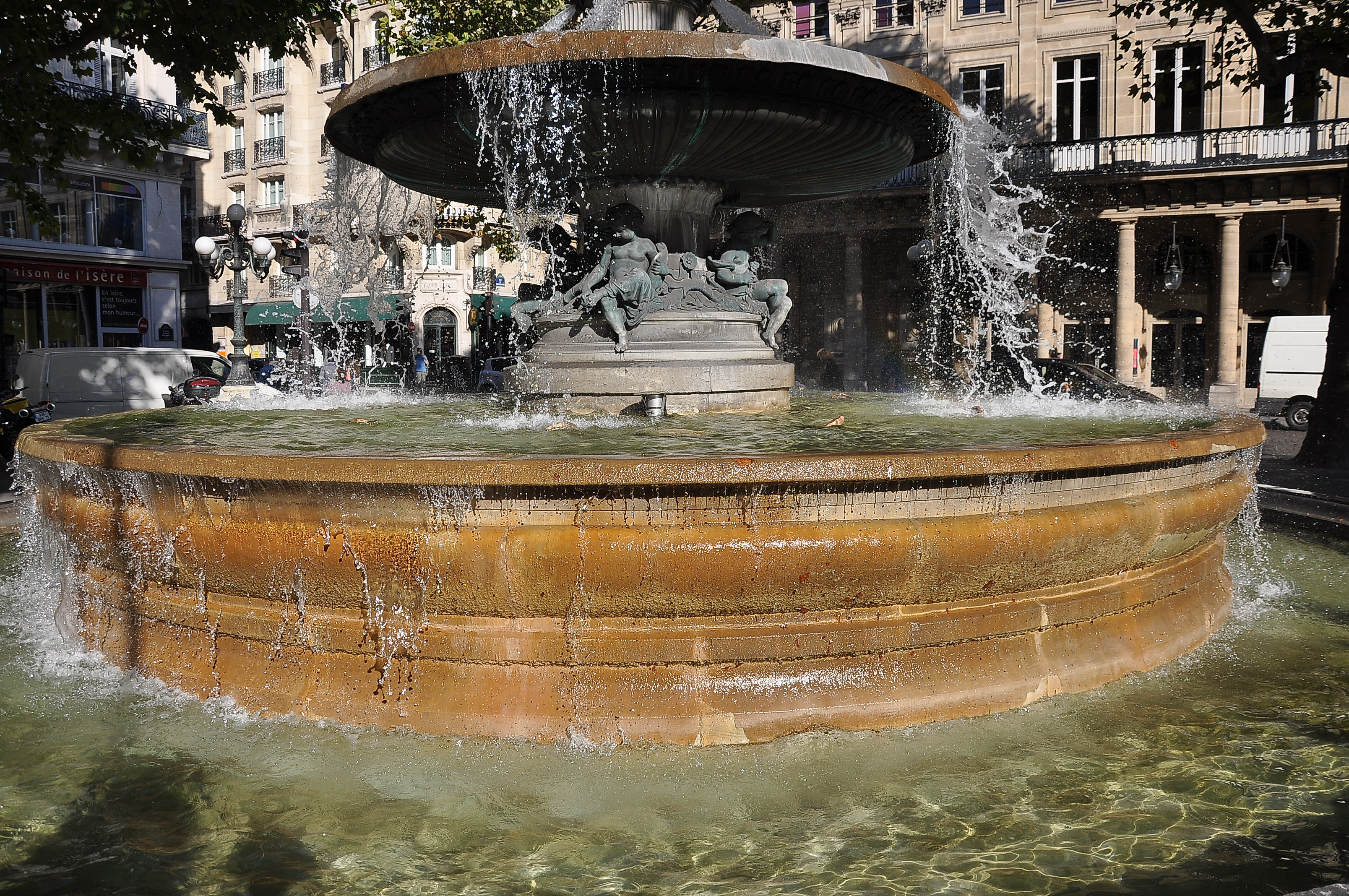
Quatre figures d'enfants assis par Charles Gauthier
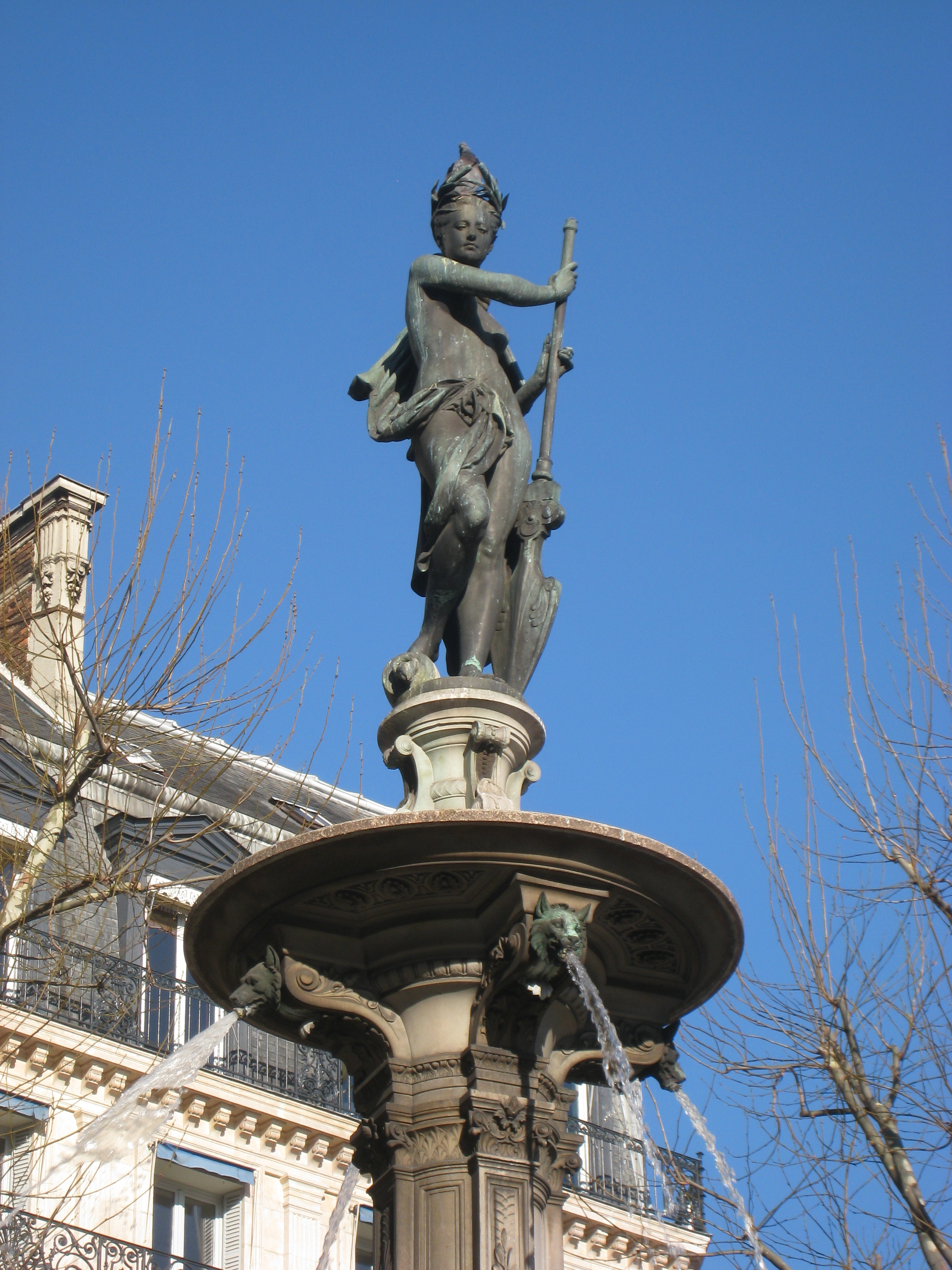
Nymphe marine par Carrier-Belleuse.
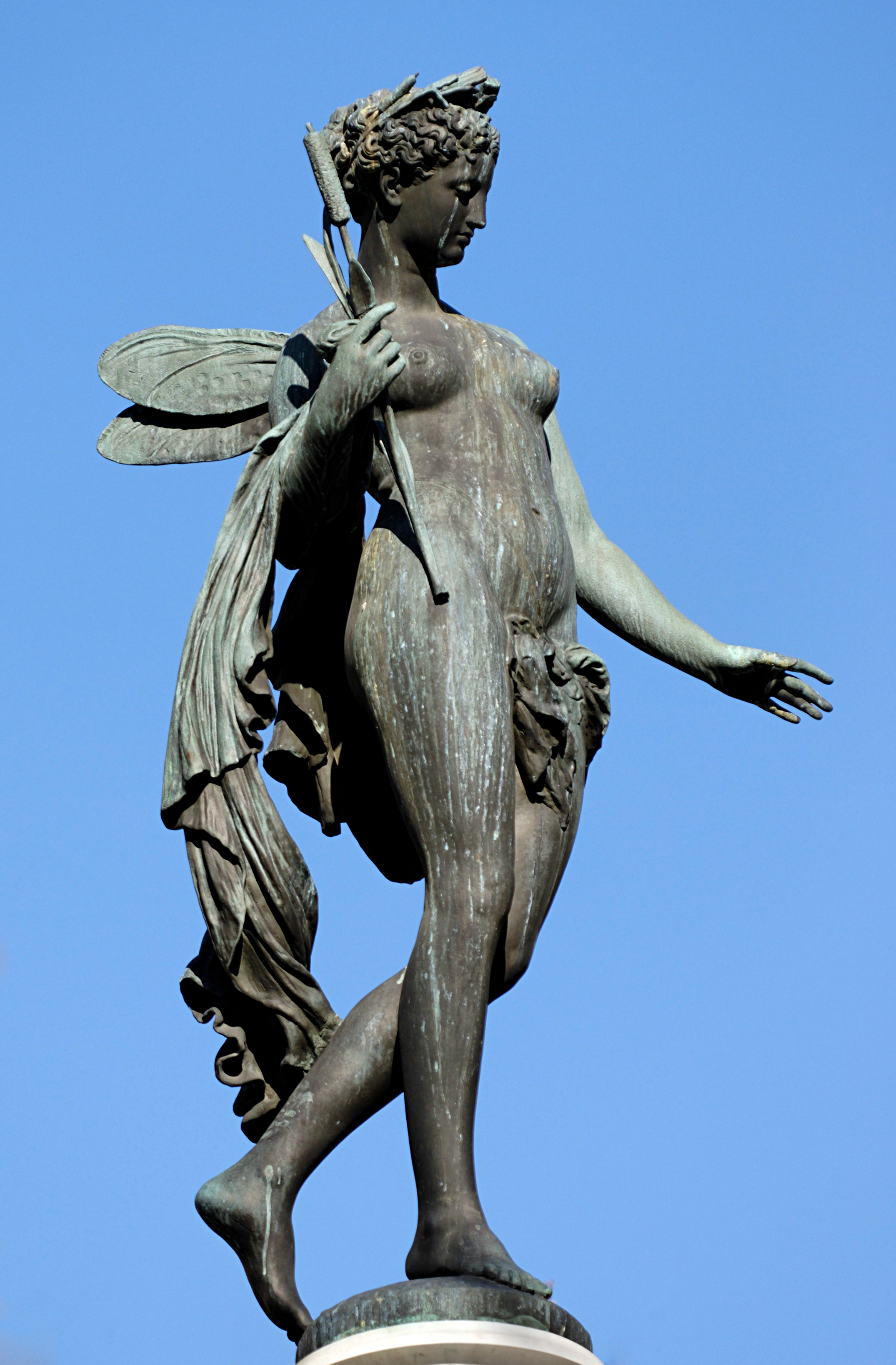
Nymphe fluviale ailée par Mathurin Moreau.
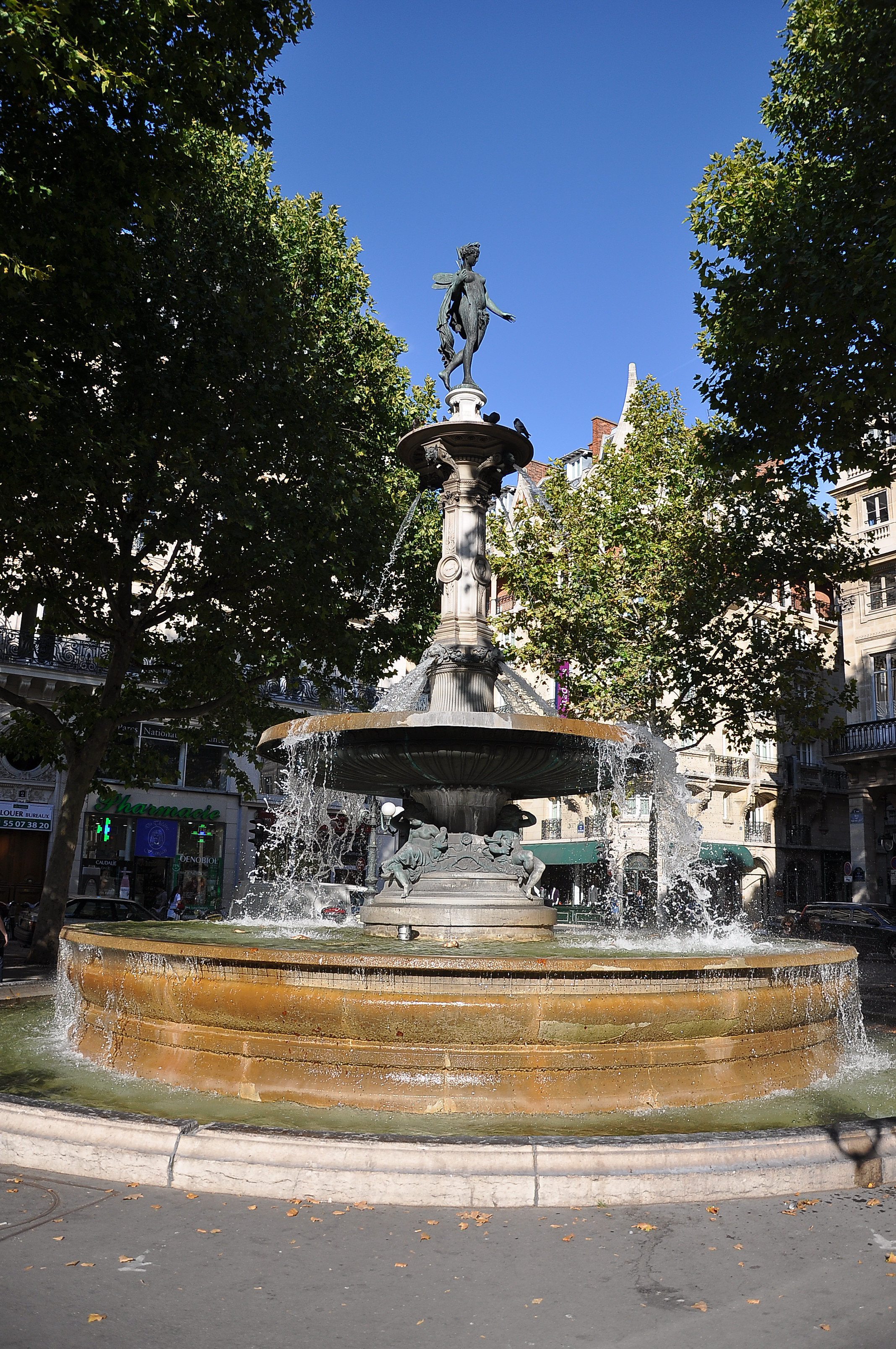
Fontaine de la Nymphe fluviale ailée.
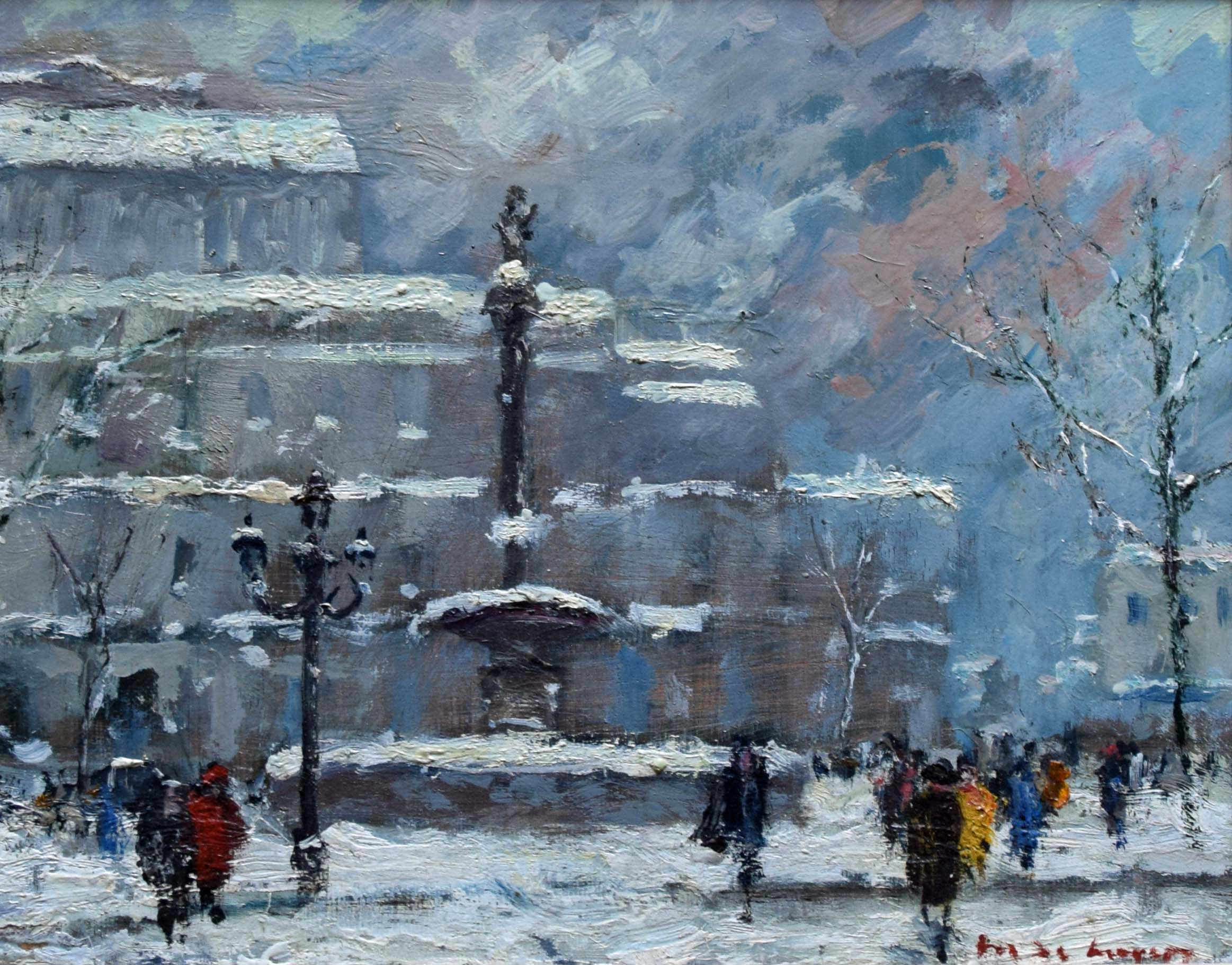
Place du Théâtre-Français par Maurice De Meyer.
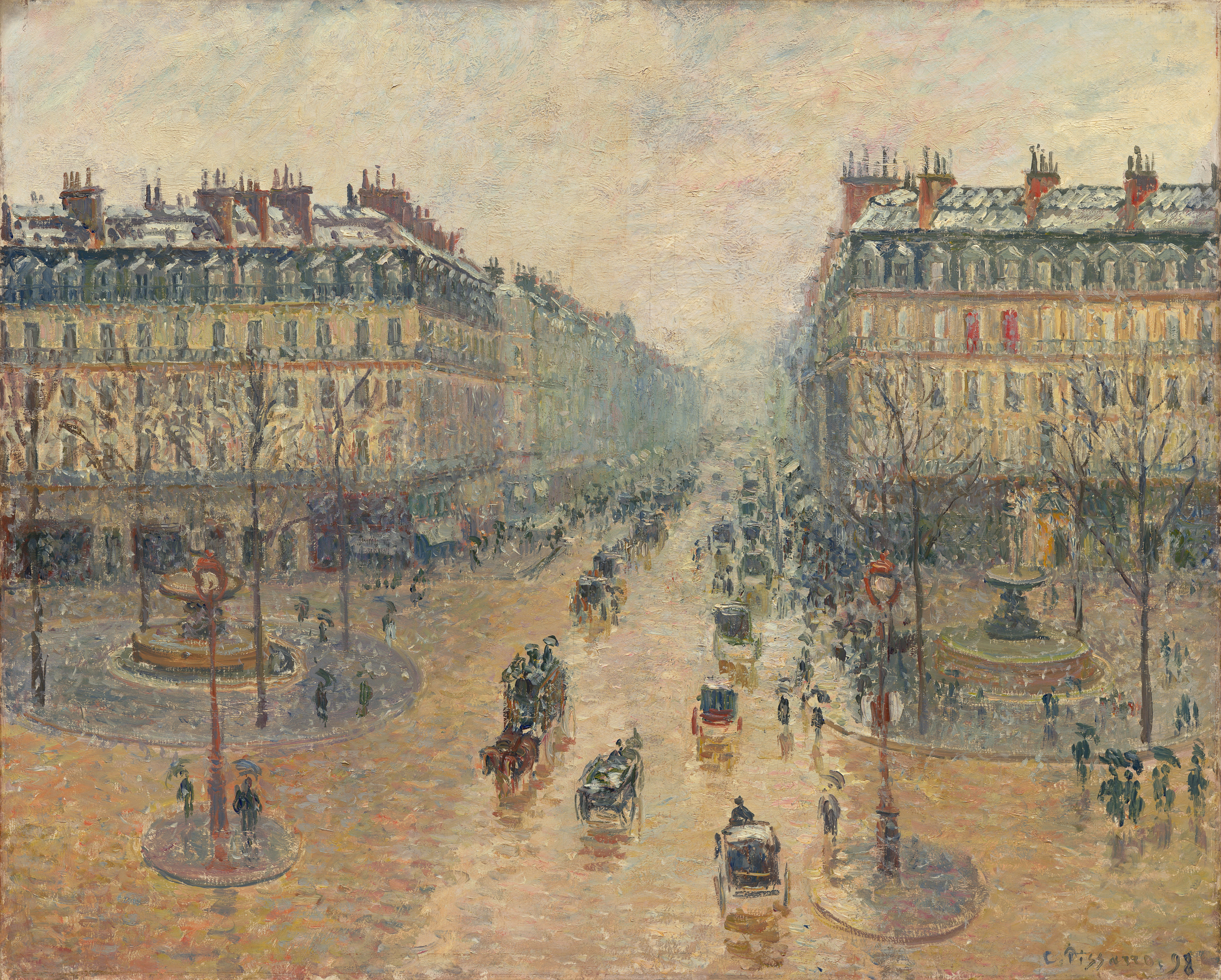
Avenue de l'Opéra, effet de neige, le matin, 1898, Pissarro, musée des Beaux-Arts Pouchkine.